# 吉崎悟朗
吉崎 悟朗（よしざき ごろう、1966年 - ）は、日本の水産学者。博士（水産学）。
東京海洋大学学術研究院海洋生物資源学部門教授。東京海洋大学水圏生殖工学研究所所長。
専門は魚類発生工学および魚類繁殖生理学。神奈川県鎌倉市出身。

## 来歴
1993年、東京水産大学（現：東京海洋大学）大学院水産学研究科博士課程修了。同年、米国テキサス工科大学農学部博士研究員に就任。
1995年、東京水産大学水産学部資源育成学科助手。
2003年、東京海洋大学水産学部海洋生物資源学科准教授。
2012年、東京海洋大学大学院海洋科学技術研究科教授（現職）。
2020年、東京海洋大学水圏生殖工学研究所所長（兼務）。

## 業績
対象魚種（ドナー種）の卵や精子の元となる生殖幹細胞を、ドナー種とは異なる魚種（宿主種）の仔魚に移植し、成熟した宿主魚にドナー種由来の配偶子を生産させる「代理親魚技法」を開発した。この技術によって、ヤマメからニジマス、クサフグからトラフグを生産する等の成功事例がある。本技術を用いれば、クロマグロのような飼育が困難な大型の魚類を、近縁種であるサバ科の小型種に生産させることで飼料費用や施設費用を低減したり、成熟までにかかる期間を短縮することで品種改良を容易にすることが可能となる。また、絶滅危惧種の魚類の生殖細胞を凍結保存しておき、宿主種に生ませる体制を構築することで、種を永久保存することが可能となる。なお、本技術はドナー種の生殖細胞のゲノムや遺伝子に対して手を加えずに移植するため、遺伝子組み換えやゲノム編集とは異なる。
2023年春の褒章にて、魚類発生工学研究の功績により紫綬褒章を受章した。

## 受賞
- 2002年 日本水産学会奨励賞受賞、日本農学進歩賞受賞
- 2003年 マリンバイオテクノロジー学会 平成14年度論文賞
- 2005年 平成17年度科学技術分野文部科学大臣表彰 若手科学者賞
- 2005年 マリンバイオテクノロジー学会 平成16年度岡見賞
- 2006年 農林水産技術会議 若手研究者賞
- 2007年 日本学術振興会賞
- 2010年 東京テクノ・フォーラム21 ゴールド・メダル賞
- 2015年 日本水産学会賞
- 2017年 平成29年度日本農学賞
- 2017年 読売農学賞
- 2021年 令和3年度科学技術分野文部科学大臣表彰 科学技術賞
- 2023年 紫綬褒章

## 人物
小学4年生の夏に釣りを始めたことを契機に、魚の世界に没頭する。高校の夏休みの課題で訪れた水産試験場で働くことを目標に、東京水産大学（現：東京海洋大学）に進学したが、当時勃興期であったバイオテクノロジーに可能性を感じて研究の道に進んだ。博士課程在学中にのめり込んだ沖釣り中に、船上から目撃したマグロの群れの美しさに衝撃を受けたことが、「生殖細胞操作技術を用いて、希少な魚を保全する」という自身の研究の方向性を決定づけた。

## 著書

### 単著
- 『サバからマグロが産まれる!?』（岩波書店、2014年）

### 共著
- 『動物発生工学』（朝倉書店、2002年）
- 『いざ”生”の扉へ：クローンとエピジェネティクスの新展開』（アドスリー、発売・丸善出版 2006年）
- 『世界の食料・日本の食料』（養賢堂、2010年）
- 『魚類発生学の基礎』（恒星社厚生閣、2018年）